# Králíček (rybník)
Rybník Králíček o výměře vodní plochy 3,06 ha se nalézá na okraji lesa asi 500 m severovýchodně od centra obce Králíky v okrese Hradec Králové. Rybník slouží pro chov ryb a jako lokální biocentrum pro rozmnožování obojživelníků

## Galerie

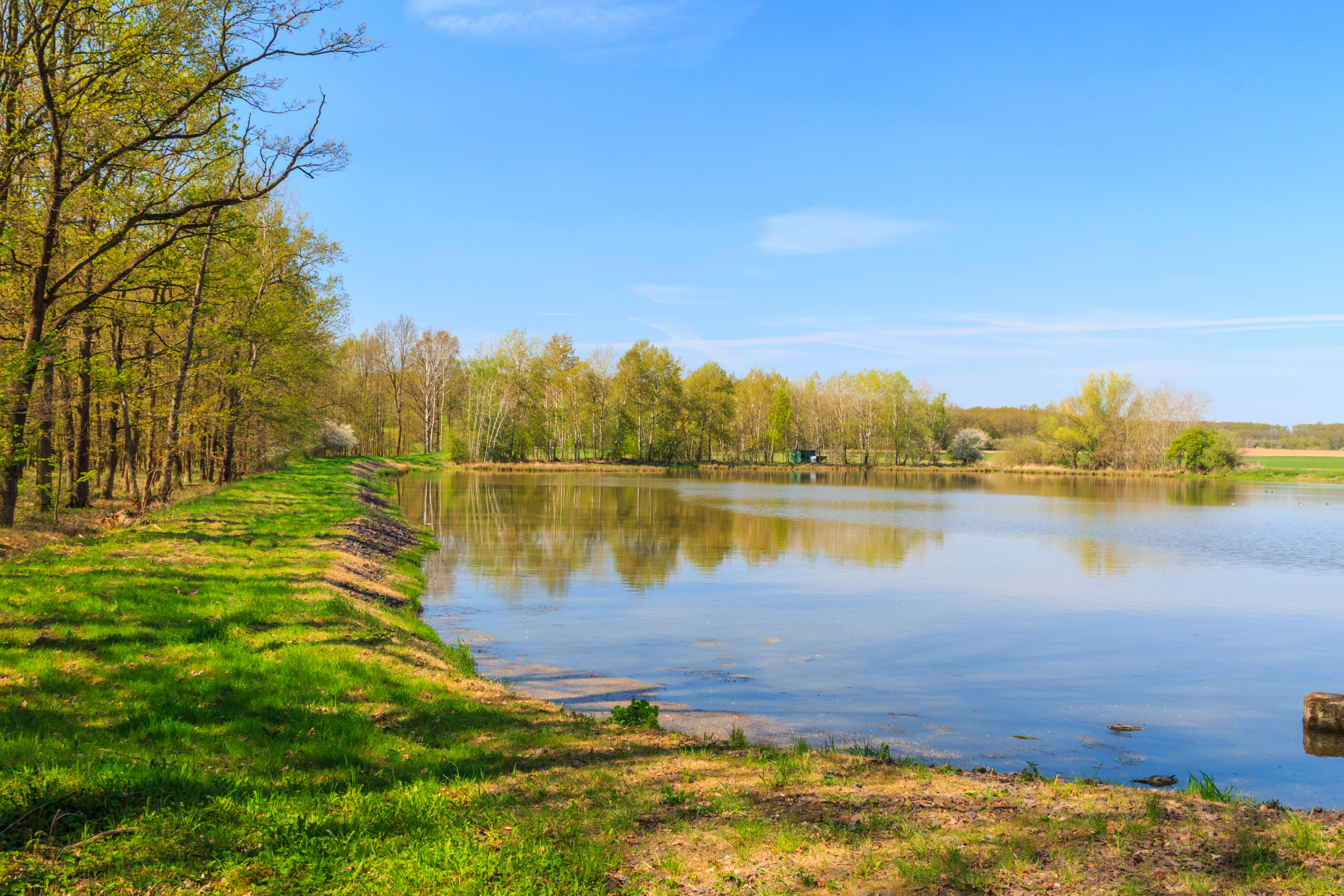
Pohled na rybník Králíček
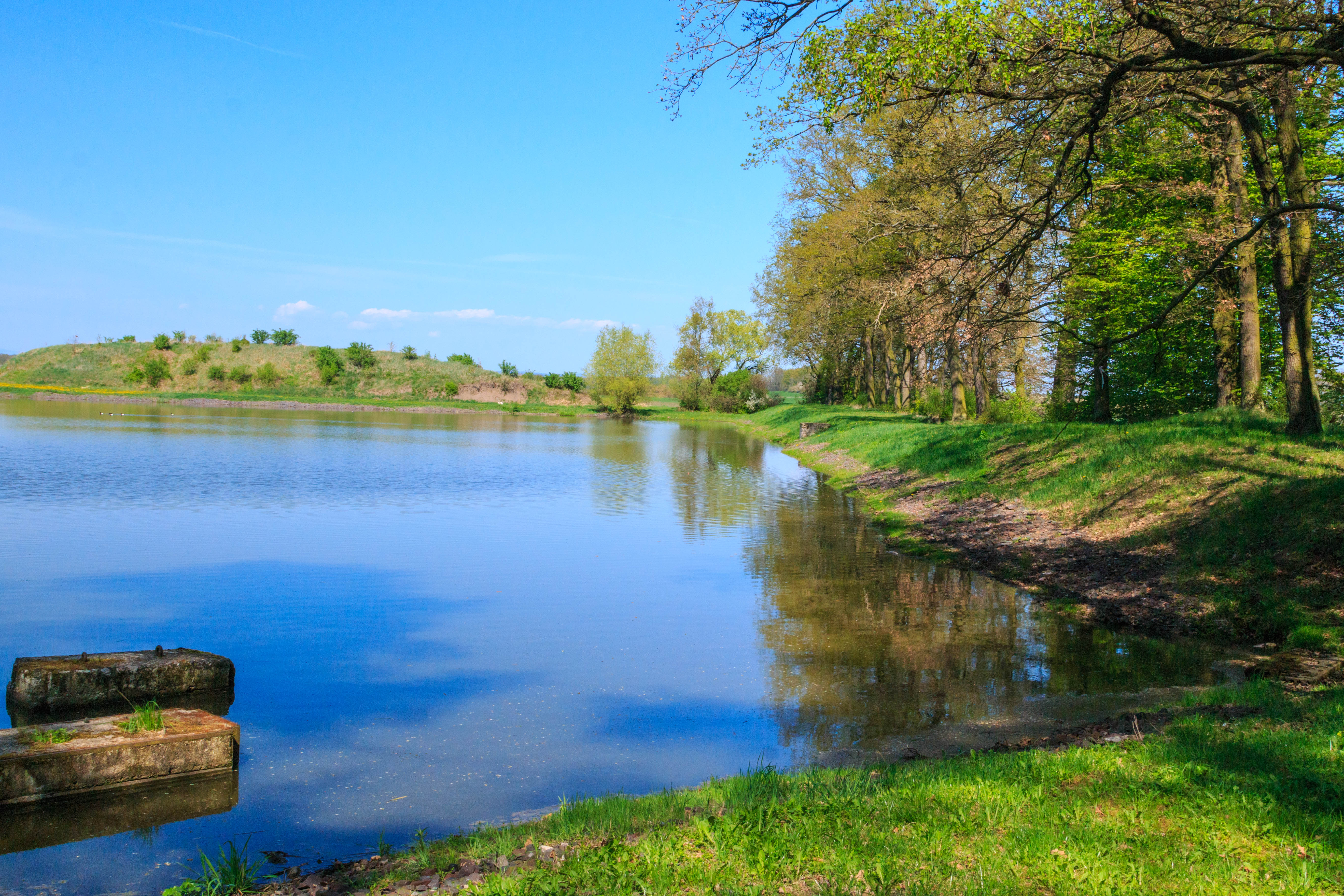
Pohled na rybník Králíček
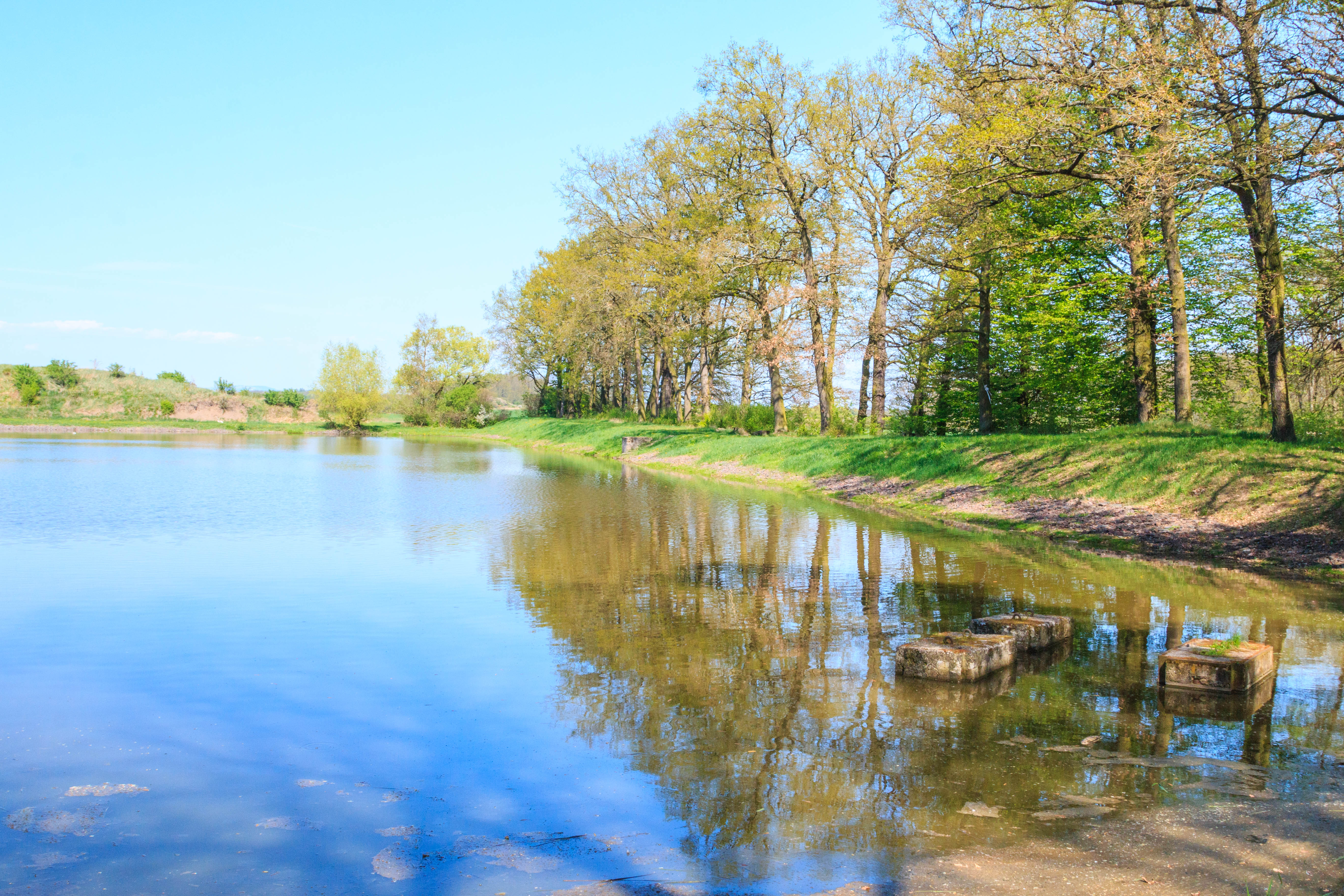
Pohled na rybník Králíček
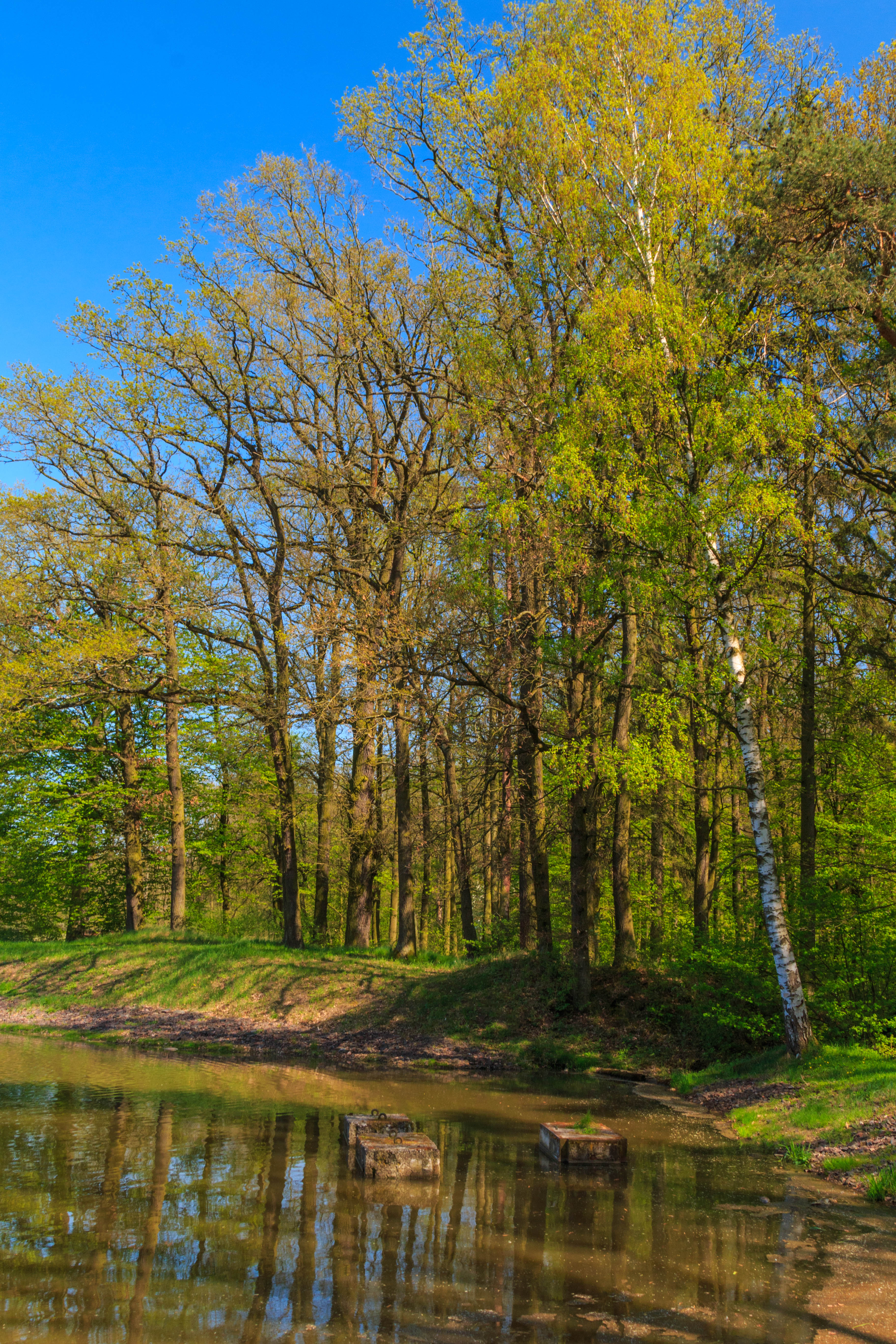
Pohled na rybník Králíček